# Rosa jaroshenkoi
Rosa jaroshenkoi — вид рослин з родини розових (Rosaceae); ендемік Азербайджану.

## Поширення
Ендемік Азербайджану, на Малому Кавказі.
Зростає в чагарниках, від передгір’я до верхнього гірського поясу, до 1300 м н.р.м..